# Prays ruficeps
Prays ruficeps là một loài bướm đêm thuộc họ Yponomeutidae. Nó được tìm thấy ở miền bắc và Trung Âu.
Sải cánh dài 14–17 mm.
Ấu trùng ăn Fraxinus excelsior.

## Hình ảnh

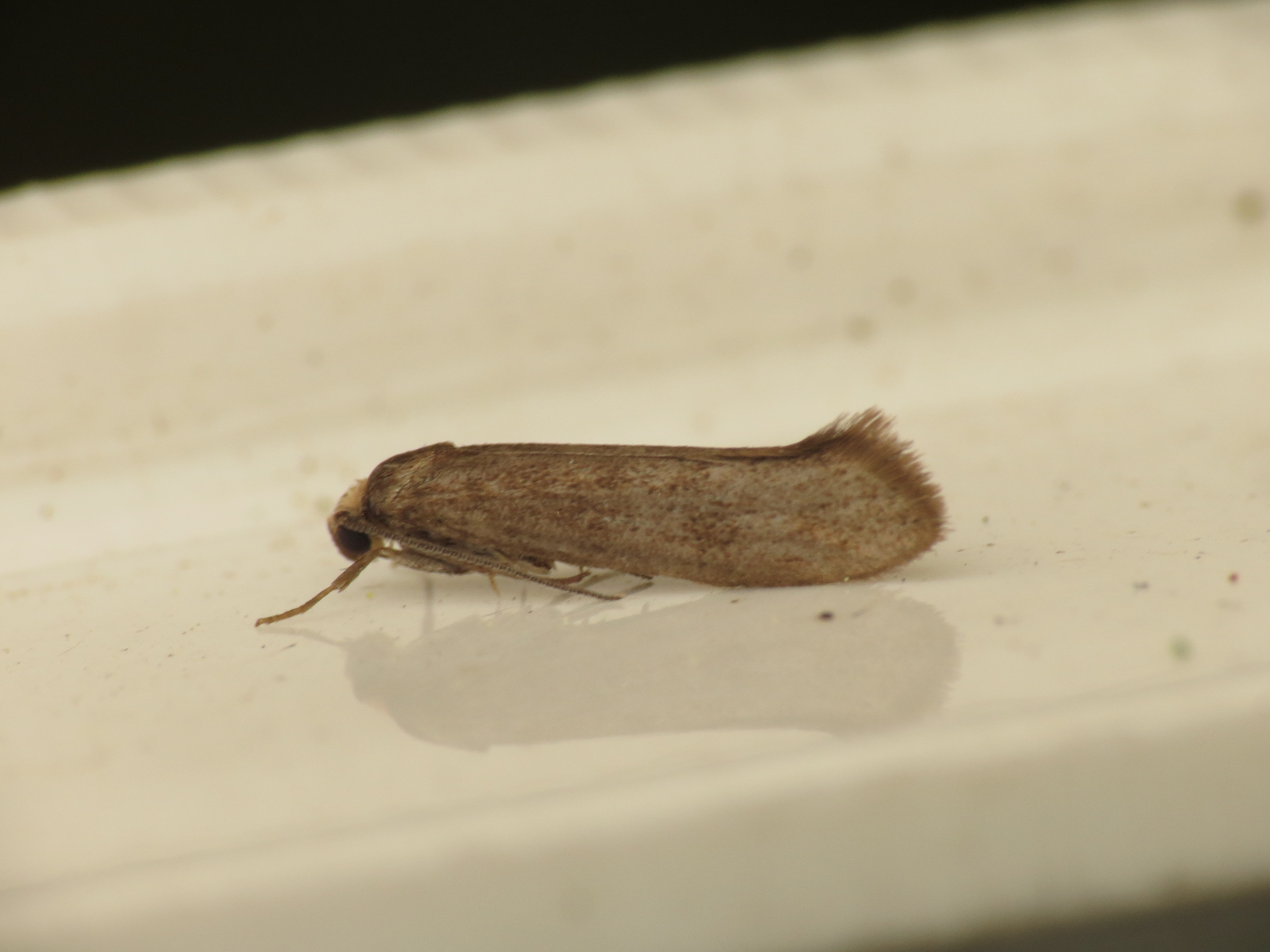
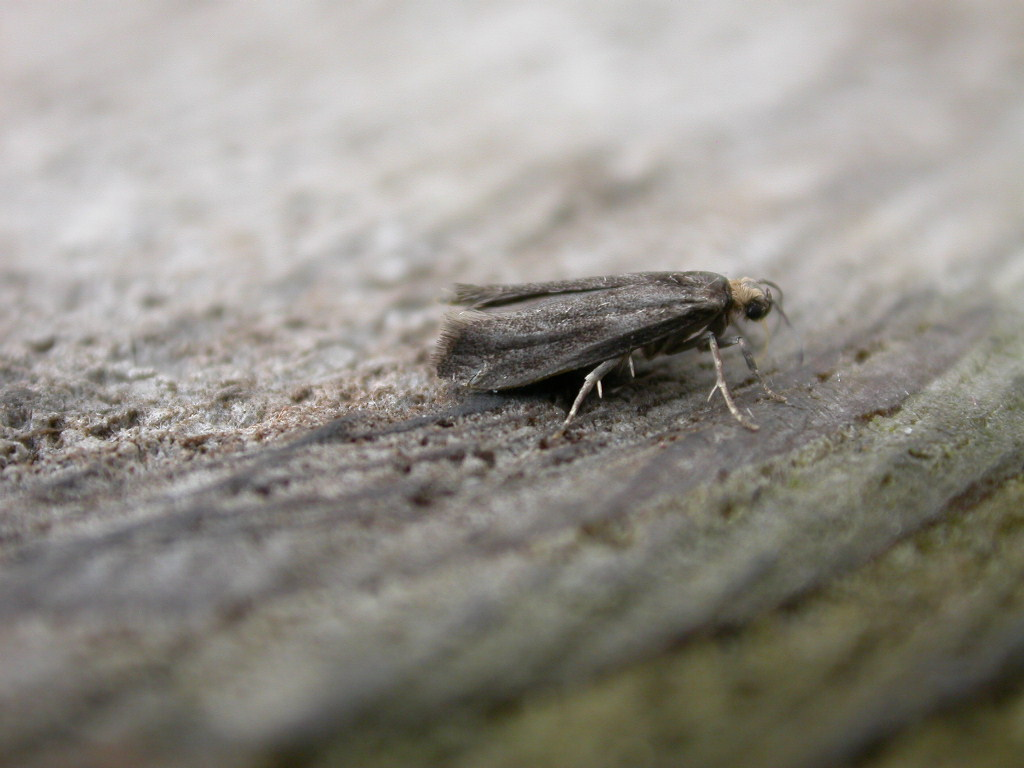